# 蕨小島
蕨小島（わらびこじま）為位於日本長崎縣五島市的一島。面積僅0.03平方公里，島上有10人（5戶）。為日本最小的有人島。島上人皆姓「小島」，且全為天主教徒。